# Liste des édifices labellisés « Patrimoine du XXe siècle » de l'Yonne
La liste des édifices labellisés « Patrimoine du XXe siècle » de l'Yonne recense de manière exhaustive les édifices disposant du label officiel français « Patrimoine du XXe siècle » situés dans le département français de l'Yonne. Chacun de ces édifices est accompagné de sa notice sur la base Mérimée et de sa date de labellisation

## Liste
| Monument                                       | Commune              | Adresse                                   | Coordonnées                      | Notice         | Protection | Date | Illustration                                   |
| ---------------------------------------------- | -------------------- | ----------------------------------------- | -------------------------------- | -------------- | ---------- | ---- | ---------------------------------------------- |
| Mairie-lavoir et éolienne d'Arthonnay          | Arthonnay            |                                           | 47° 55′ 59″ nord, 4° 13′ 47″ est | « PA89000034 » |            | 2003 | Mairie-lavoir et éolienne d'Arthonnay          |
| Monument aux morts                             | Auxerre              | Rue du Temple Boulevard Davout            | 47° 47′ 32″ nord, 3° 34′ 05″ est | « PA89000061 » | Inscrit    | 2016 | Monument aux morts                             |
| Monument à Surugue                             | Auxerre              | Boulevard de la Chaînette                 | 47° 48′ 06″ nord, 3° 34′ 23″ est | « PA89000062 » | Inscrit    | 2016 | Image manquante Téléverser                     |
| Monument aux morts                             | Avallon              | Promenade des Capucins                    | 47° 29′ 25″ nord, 3° 54′ 35″ est | « PA89000063 » | Inscrit    | 2016 | Image manquante Téléverser                     |
| Monument aux morts                             | Crain                | Route de Coulanges-la-Vineuse             | 47° 31′ 49″ nord, 3° 33′ 22″ est | « PA89000066 » | Inscrit    | 2016 | Image manquante Téléverser                     |
| Ocrerie de Sauilly                             | Diges                |                                           | 47° 43′ 31″ nord, 3° 21′ 14″ est | « PA89000018 » |            | 1999 | Image manquante Téléverser                     |
| Monument aux morts                             | Mailly-le-Château    |                                           | 47° 35′ 48″ nord, 3° 38′ 22″ est | « PA89000067 » | Inscrit    | 2016 | Image manquante Téléverser                     |
| Monument aux morts de l'arrondissement de Sens | Sens                 | Place des Héros                           | 48° 11′ 55″ nord, 3° 17′ 24″ est | « PA89000068 » | Inscrit    | 2016 | Monument aux morts de l'arrondissement de Sens |
| Marché couvert de Tonnerre                     | Tonnerre             | Collège (rue du) ; Grenier-à-Sel (rue du) | 47° 51′ 24″ nord, 3° 58′ 25″ est | « PA00113974 » |            | 1991 | Marché couvert de Tonnerre                     |
| Éolienne de Vaudeurs                           | Vaudeurs             | Eolienne (place de l')                    | 48° 08′ 03″ nord, 3° 33′ 01″ est | « PA89000036 » |            | 2004 | Éolienne de Vaudeurs                           |
| Monument aux morts                             | Villeneuve-sur-Yonne | Boulevard du Général-de-Gaulle            | 48° 04′ 45″ nord, 3° 17′ 39″ est | « PA89000070 » | Inscrit    | 2016 | Monument aux morts                             |